# Zygmunt I Stary

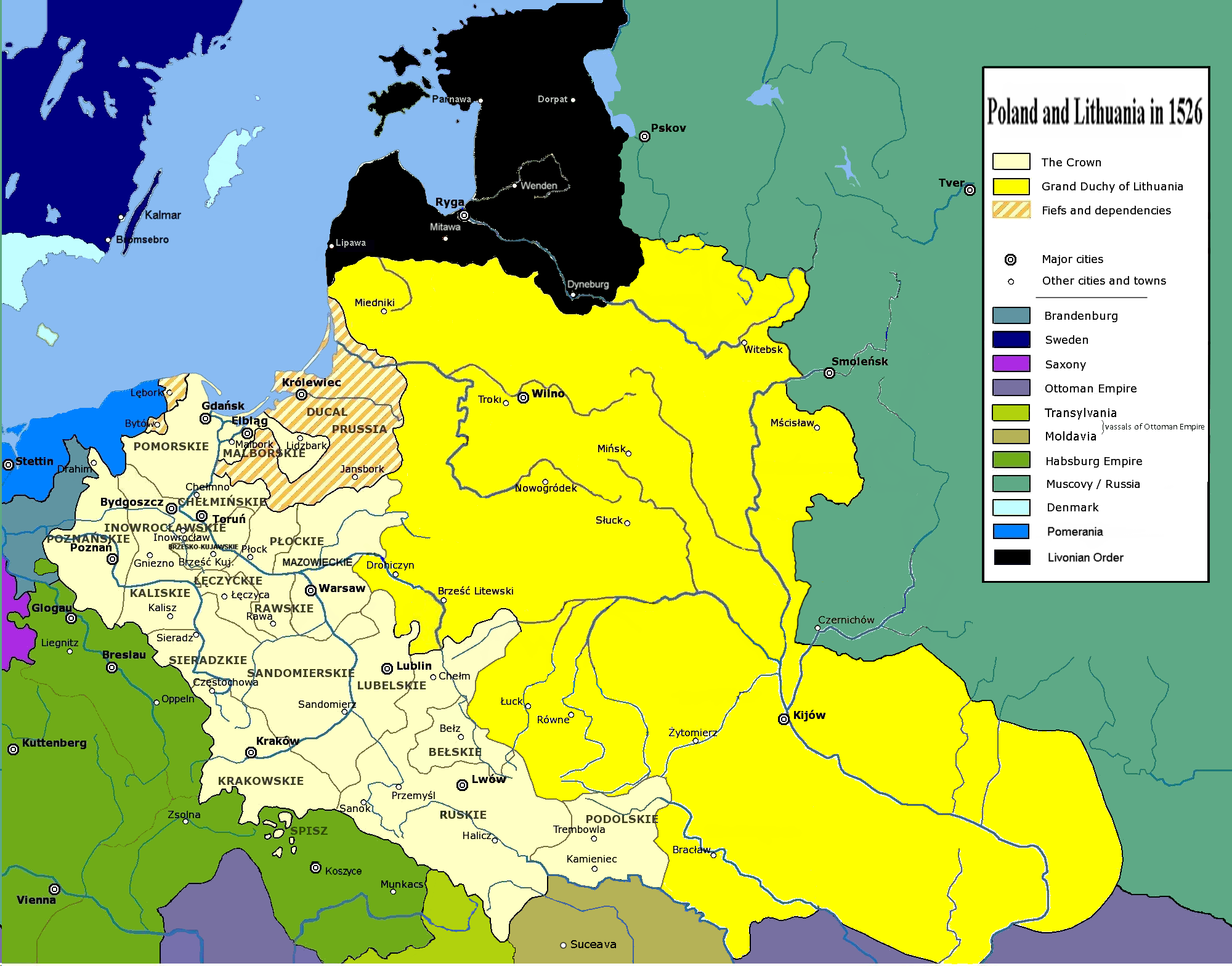
Korona Królestwa Polskiego i Wielkie Księstwo Litewskie w 1526 roku

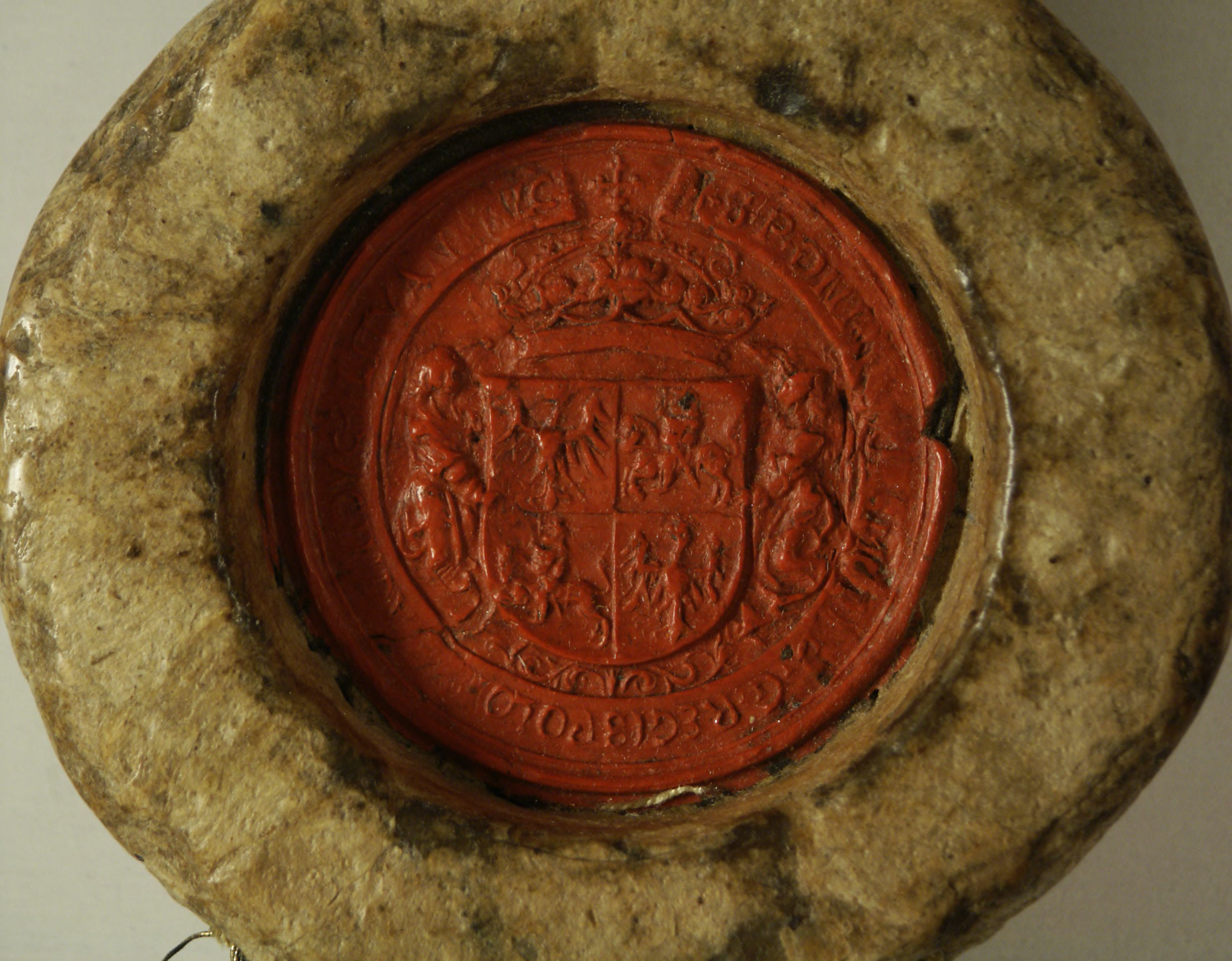
Pieczęć Zygmunta Starego z 1518 r.

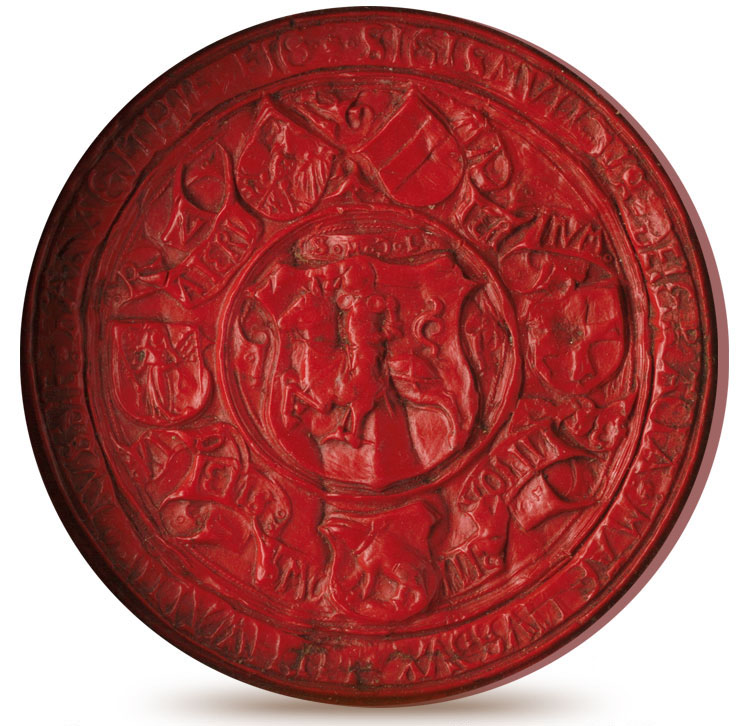
Pieczęć większa litewska Zygmunta I Starego z 1529 r.

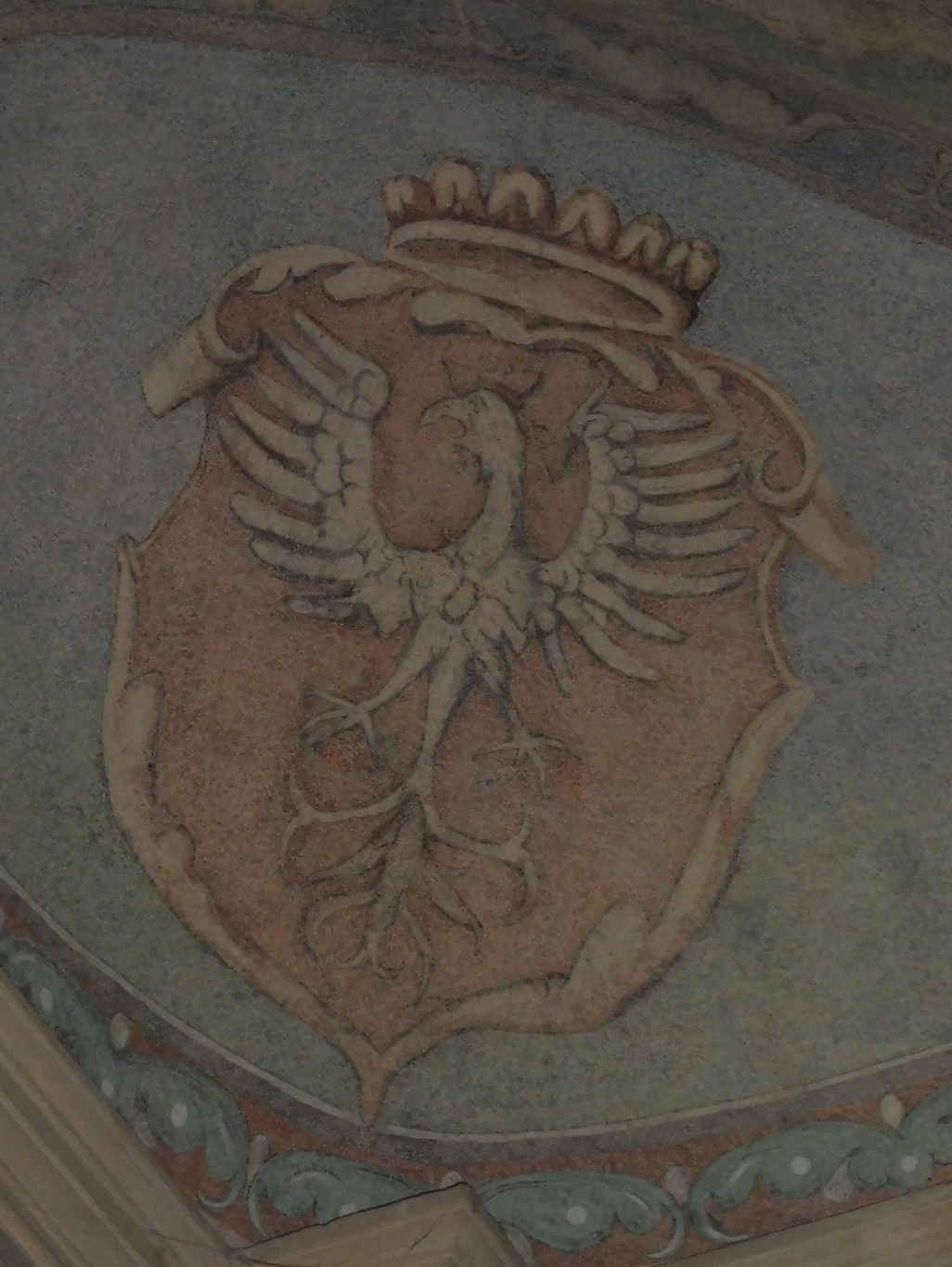
Bazylika kolegiacka Grobu Bożego w Miechowie-Kaplica Grobu Chrystusa, herb króla Zygmunta I Starego (Królestwa Polskiego) z 1530 r.

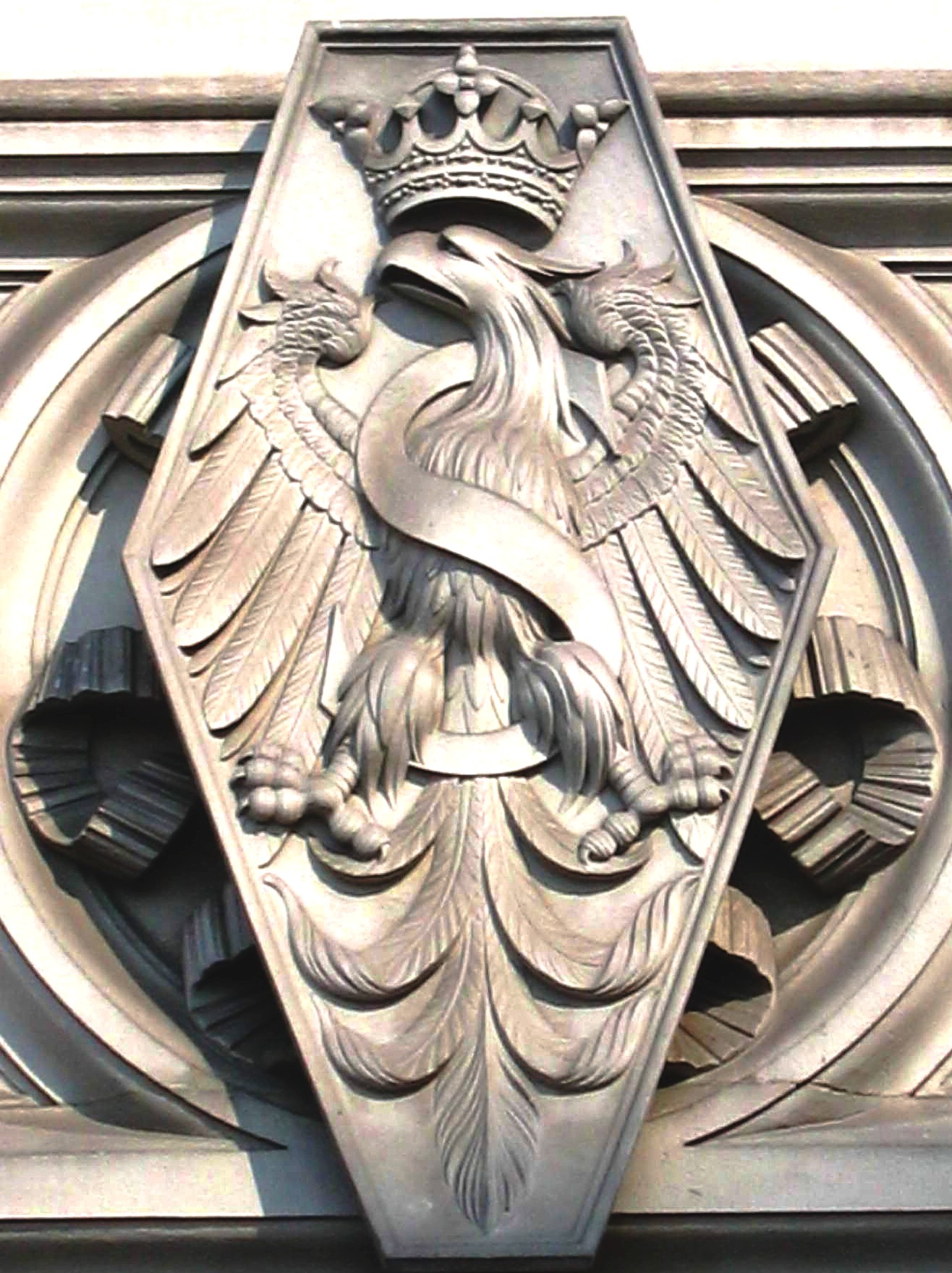
Orzeł Zygmunta I Starego, kaplica Zygmuntowska na Wawelu

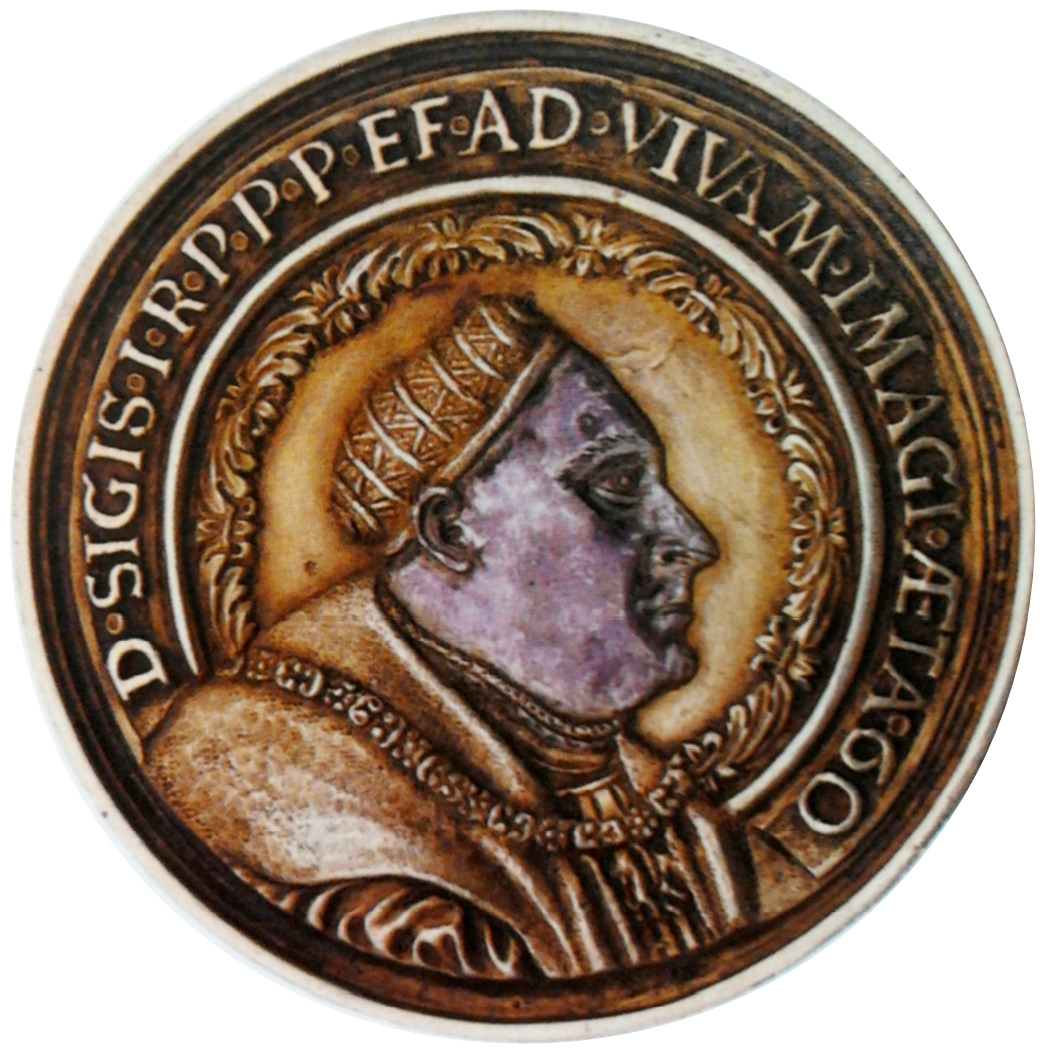
Medal Zygmunta I Starego z 1526 r.

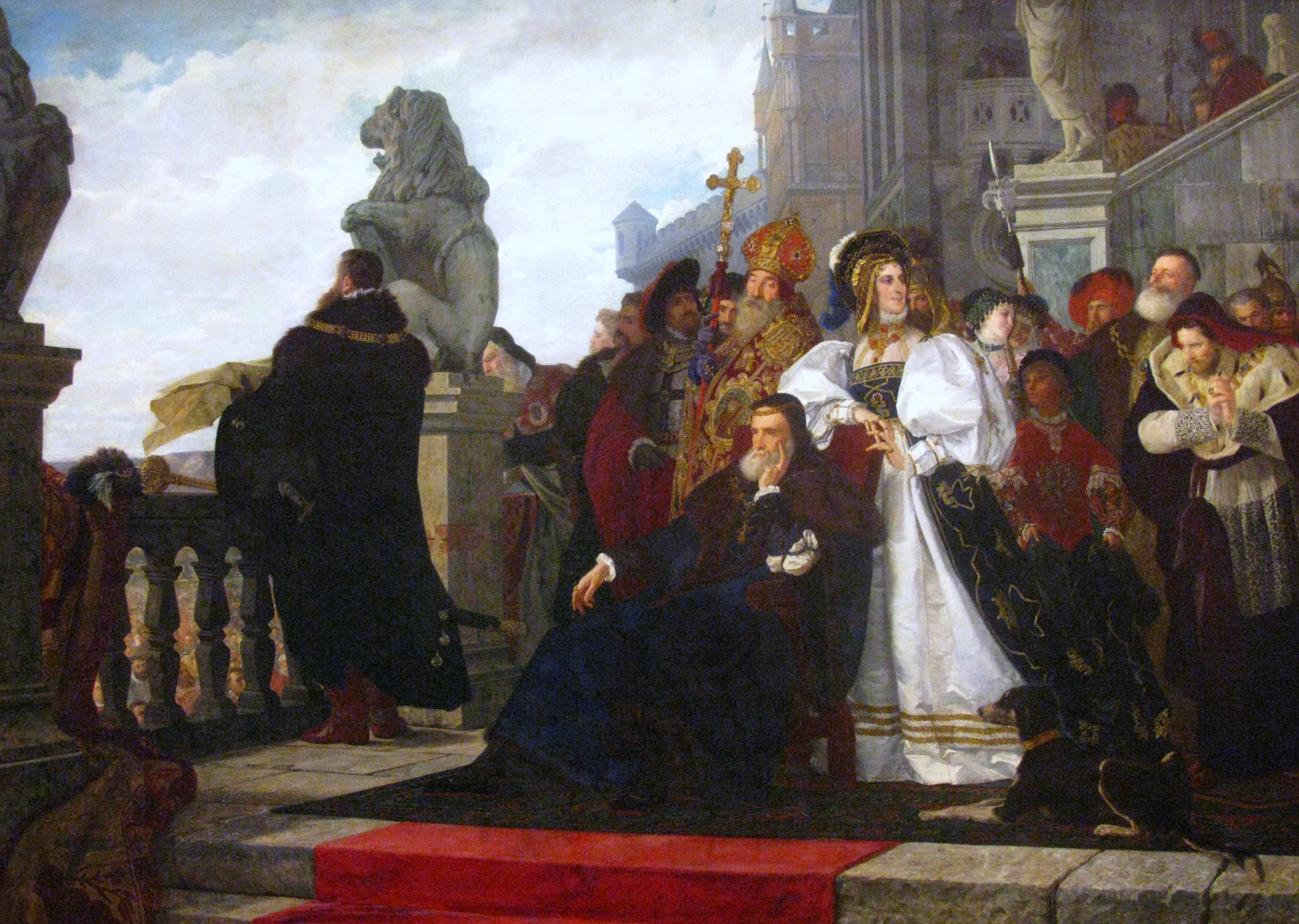
Henryk Rodakowski: „Wojna kokosza”

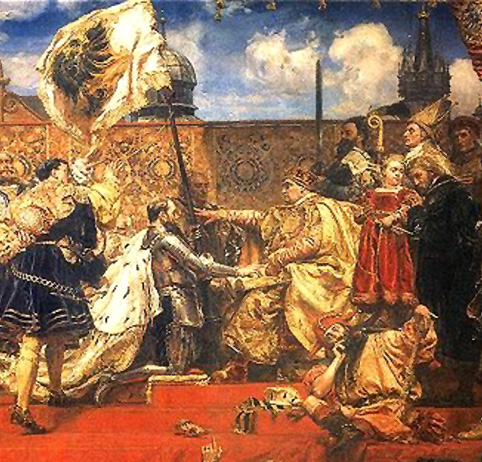
Hołd pruski (Jan Matejko, 1882 r.)

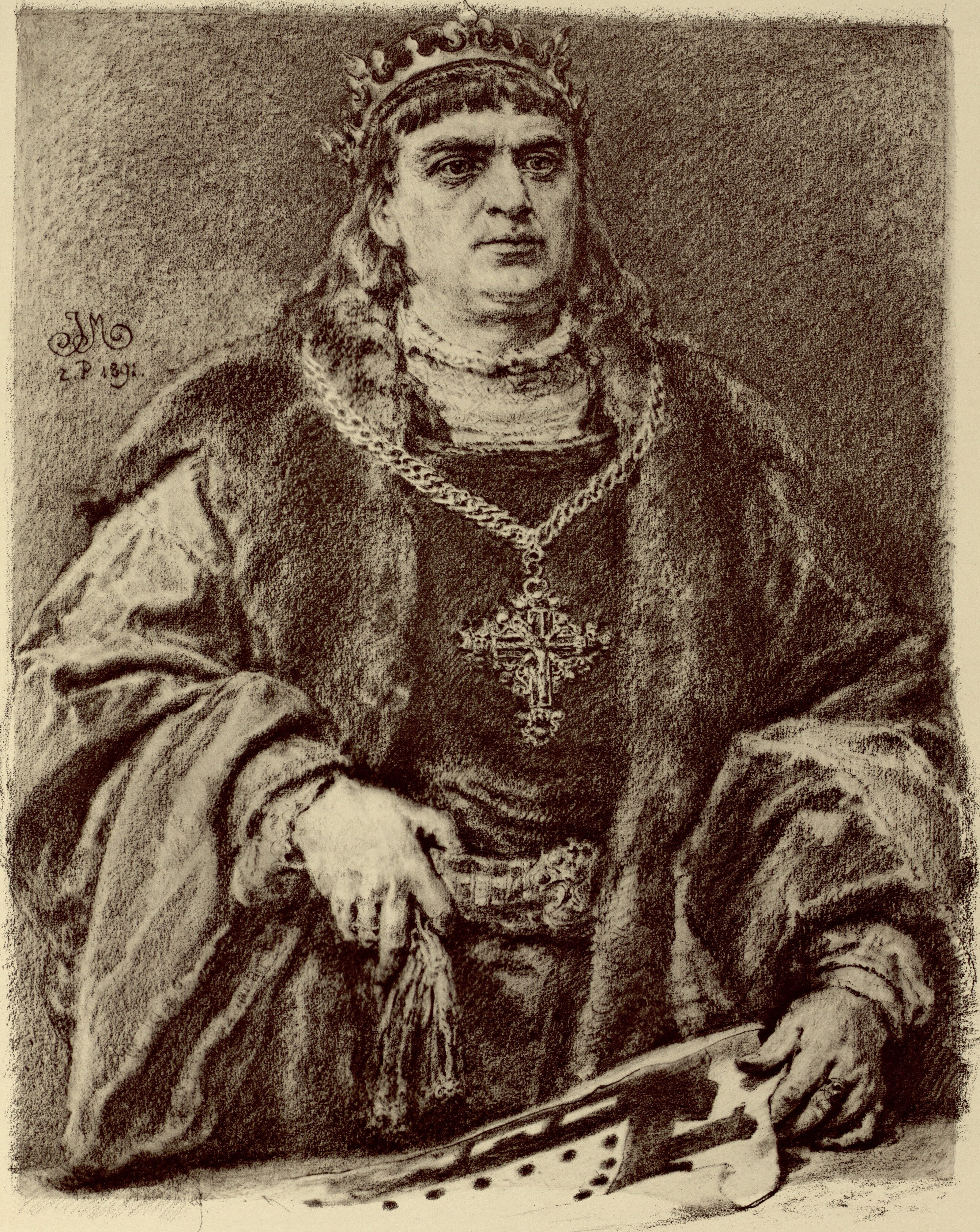
Zygmunt I Stary – rysunek Jana Matejki z cyklu Poczet królów i książąt polskich

Zygmunt I Stary (ur. 1 stycznia 1467 w Kozienicach, zm. 1 kwietnia 1548 w Krakowie) – od roku 1506 wielki książę litewski, od 1507 do 1548 roku król Polski. Był przedostatnim z dynastii Jagiellonów. Na tronie polskim zasiadł po śmierci swego brata Aleksandra Jagiellończyka. Był przedostatnim z sześciu synów Kazimierza IV Jagiellończyka i Elżbiety Rakuszanki, ojcem m.in. Zygmunta II Augusta. Dwukrotnie żonaty: z Barbarą Zápolyą (1512), a po jej śmierci z Boną z rodu Sforzów (1518).

## Elekcja i koronacja
Po śmierci króla Aleksandra Jagiellończyka Zygmunt udał się do Wilna, gdzie wbrew postanowieniom unii mielnickiej z 1501 roku, która zakładała wspólną elekcję polsko-litewską, został przez litewską radę wielkoksiążęcą 13 września 1506 roku obrany i 20 października 1506 roku wyniesiony na tron litewski. 8 grudnia 1506 roku na sejmie piotrkowskim Zygmunt został obrany przez Senat na króla polskiego, przybył z Wilna do Krakowa 20 stycznia 1507 i został koronowany 24 stycznia 1507 roku w katedrze na Wawelu przez prymasa Polski abpa Andrzeja Boryszewskiego.
W lutym 1507 roku nakłonił sejm litewski do przyjęcia uchwały o gotowości do wojny z Wielkim Księstwem Moskiewskim. Dwuletnia wojna litewsko-moskiewska (1507–1508) umocniła litewski stan posiadania na wschodzie.

## Polityka wewnętrzna
Sytuację wewnętrzną w ówczesnej Polsce charakteryzowały szerokie uprawnienia izby poselskiej, potwierdzone i poszerzone w przywileju nihil novi z roku 1505. Na skład tego ciała król nie miał wpływu, odmiennie niż w odniesieniu do senatorów, których sam mianował. Dlatego też sprawując rządy Zygmunt I korzystał z rady senatorów i kompetentnych ministrów kierujących kancelarią królewską, urzędem podskarbińskim i wielkorządcami krakowskimi. Pomimo że był niechętny systemowi parlamentarnemu i niezależności politycznej szlachty, Zygmunt uznawał autorytet norm prawnych, odznaczał się legalizmem, więc zwoływał coroczne sejmy, z reguły uzyskując uchwały podatkowe (pobory) na obronę potoczną. Jednakże niepowodzeniem skończyły się próby stworzenia stałego funduszu na obronność z podatków zależnych od dochodów. Na sejmie w Prudniku w 1506 wymógł uchwałę o przeciwdziałaniu rozbojom na Śląsku. Zaciągnięto wówczas 200 żołnierzy lekkiej jazdy, przeznaczonej do chwytania złodziei i gwałcicieli.
Prawdopodobnie związek ze sprawami podatkowymi miał nieudany zamach na życie króla, dokonany 5 maja 1523 roku. Tożsamości niedoszłego królobójcy – który strzelił do władcy przechadzającego się wieczorem krużgankami zamku na Wawelu – i jego ewentualnych mocodawców nigdy nie ustalono. Niejasne pozostały też motywy zamachu. Pewną poszlakę może stanowić jedynie fakt ogłoszenia przez Zygmunta I trzy tygodnie wcześniej edyktu podatkowego „o czopowym”, gdyż podatek ten monarcha nałożył bez zgody sejmu.
Do sukcesów można zaliczyć częściowe oddłużenie skarbu. Zygmunt I oddzielił rachunkowość dotyczącą podatków publicznych od skarbu królewskiego. Wzmocnił działalność mennicy krakowskiej, zabiegał o uporządkowanie przepisów dotyczących dochodów z eksploatacji żup solnych i kopalni, wydał statut dla Ormian (1519), zasady procesowe (1523), zamierzał ujednolicić prawo w całym kraju (correctura iurium, zwana korekturą Taszyckiego, 1532, odrzucona przez sejm w roku 1540).
Za namową swojej żony – Bony, uzyskał przyznanie, za swego życia, swemu małoletniemu synowi Zygmuntowi Augustowi tronu wielkoksiążęcego na Litwie (1522), jak i tronu polskiego (1529) (w wyniku elekcji vivente rege). W 1530 Zygmunt August został koronowany na króla Polski. Był to pierwszy i zarazem ostatni, tego typu wybór władcy na tron królewski w Polsce.
Osiągnięciami były: włączenie Mazowsza do Polski (po wygaśnięciu w 1526 męskiej linii książąt mazowieckich) jako województwa mazowieckiego (1529), oraz wprowadzenie do sejmu posłów mazowieckich sejmików ziemskich.
W latach 1530 i 1538 król wydał dwa statuty, określające zasady wyboru monarchy, którymi ustanowił raz na zawsze elekcję viritim. Na elekcję mógł przybyć każdy kto by chciał (unusquisque qui vellet) a elekcja ma być wolna (electio Regis libera).
Dla poparcia krajowej Almae Matris, zakazał w 1534 roku specjalnym edyktem, cofniętym już kilka lat później, wyjazdów na uniwersytety zagraniczne, a w 1544 roku nadał przywilej szlachectwa zasłużonym dwudziestoletnią pracą nauczycielską profesorom Akademii Krakowskiej.
Król uporządkował gospodarkę celną („nowe cło”), dbał o rozwój miast królewskich, odzyskał dla skarbu liczne kompleksy dóbr koronnej domeny królewskiej, znajdujące się pod zastawem. W działalności finansowej króla wspierała królowa Bona, dążąca do powiększenia dóbr królewskich, także w drodze zakupów i poprawy efektywności gospodarowania.
W rokoszu lwowskim 1537 roku (tzw. wojna kokosza) pospolite ruszenie zwołane na wyprawę na Wołoszczyznę wysunęło postulaty uporządkowania praw średniej szlachty niezadowolonej z działań dworu (Egzekucja Praw). Żądania szlachty skierowane były przeciw hegemonii elit senatorsko-ministerialnych (co wiązało się z nieprzestrzeganiem zakazów łączenia określonych urzędów świeckich i kościelnych, tzw. incompatibilitas), oraz z pomijaniem przy nominacjach na urzędy ziemskie zasady zamieszkiwania na obszarze jurysdykcji urzędu („osiadłości”), sprzeciwiano się również wydatnej roli w życiu politycznym królowej i jej akcji wykupu w Koronie zastawionych królewszczyzn, wychowywaniu Zygmunta Augusta na dworze matki (bez zapewnienia mu edukacji politycznej i rycerskiej) oraz zbyt wysokiemu „nowemu cłu”. Wobec braku zdecydowania wśród przywódców szlachty (byli nimi Mikołaj Taszycki, Jan Sierakowski oraz Piotr i Marcin Zborowscy), po długotrwałych rokowaniach rokosz zakończył się kompromisem. Szlachta rozjechała się do domów, nie angażując się w wyprawę wojenną organizowaną przez króla (magnaci twierdzili, że jedynym wynikiem rokoszu miało być wyjedzenie drobiu w okolicy obozu, stąd pogardliwa nazwa „wojna kokosza”).
W 1540 roku Bernard Pretwicz ujawnił Bonie zawiązanie domniemanego spisku przez Marcina Zborowskiego, popartego przez 700 przedstawicieli szlachty wielkopolskiej. Spiskowcy po śmierci Zygmunta I Starego mieli zebrać wojsko i zmusić Zygmunta II Augusta do zagwarantowania ich przywilejów oraz odebrania duchowieństwu trzeciej części jego uposażenia, przeznaczając ją na obronę. Zborowski wszystkiego się wyparł, a nieznani sprawcy ciężko poranili Pretwicza.
W czasach jego panowania sejm wydał w 1538 roku ustawę o przymusie wyzbycia się przez mieszczan posiadłości ziemskich, co spowodowało w konsekwencji zubożenie mieszczan. W 1543 roku sejm wydał ustawę odbierającą chłopom prawo wykupywania się od poddaństwa oraz zaostrzającą kary za opuszczenie wsi bez zgody pana.
Rozwaga i pokojowe usposobienie, przejawiające się też w tym, że Zygmunt I Stary starał się unikać konfliktów, sprawiły, że w chwili śmierci cieszył się ogólnym szacunkiem w kraju i za granicą. Król dożył 81 lat, co wiązało się z tym, że w kilku ostatnich latach życia nie wpływał już aktywnie na politykę, o której decydowała jego żona królowa Bona Sforza. Okres jego panowania określany jest w kulturze jako złoty wiek w Polsce.

### Sprawy wyznaniowe
W 1520 roku wydał w Toruniu edykt, w którym zakazał przywozić, sprzedawać lub używać książek niejakiego Marcina Lutra, w których się wiele tak przeciw Stolicy Apostolskiej, jako też ku zamieszaniu porządku publicznego, podkopaniu religii i całego stanu kościelnego mieści. Edykt Zygmunta I Starego z 1523 roku głosił, że każdy, kto by owe dzieła luterskie wprowadzał, sprzedawał, kupował, czytał; albo zasady Lutra głosił, bronił lub pochwalał, aby prócz spalenia samychże książek, on także śmiercią na stosie i konfiskatą dóbr wszystkich ukarany został.
Król czynnie wystąpił przeciw szerzącemu się w zrewoltowanym Gdańsku i innych miastach Prus Królewskich luteranizmowi. W kwietniu 1526 roku przybył do Gdańska na czele wojska. Przeprowadził w tym mieście procesy sądowe i wydawał wyroki. Kaznodzieje luterańscy, którzy nie uciekli z Gdańska zostali skazani na karę śmierci i zabrani do Malborka. 14 przywódców rewolty gdańskiej zostało ściętych 13 czerwca 1526 roku na Długim Targu. Król ogłosił Statuta Sigismundi, zgodnie z którymi zwolennicy reformacji mieli opuścić miasto w ciągu 14 dni, a księża sprzyjający nowej religii w ciągu 24 godzin. Rozpoczęły się procesy ok. 200 duchownych i zakonników, którym zarzucano złamanie ślubów czystości. Przywrócono nabożeństwa katolickie, a także prywatne msze.
W 1534 roku wydał edykt, nakazując natychmiastowy powrót poddanym odwiedzającym Marcina Lutra lub przebywającym w państwach protestanckich, zabraniając wyjazdu w celu pobierania nauki na uczelniach różnowierczych.

## Polityka zagraniczna

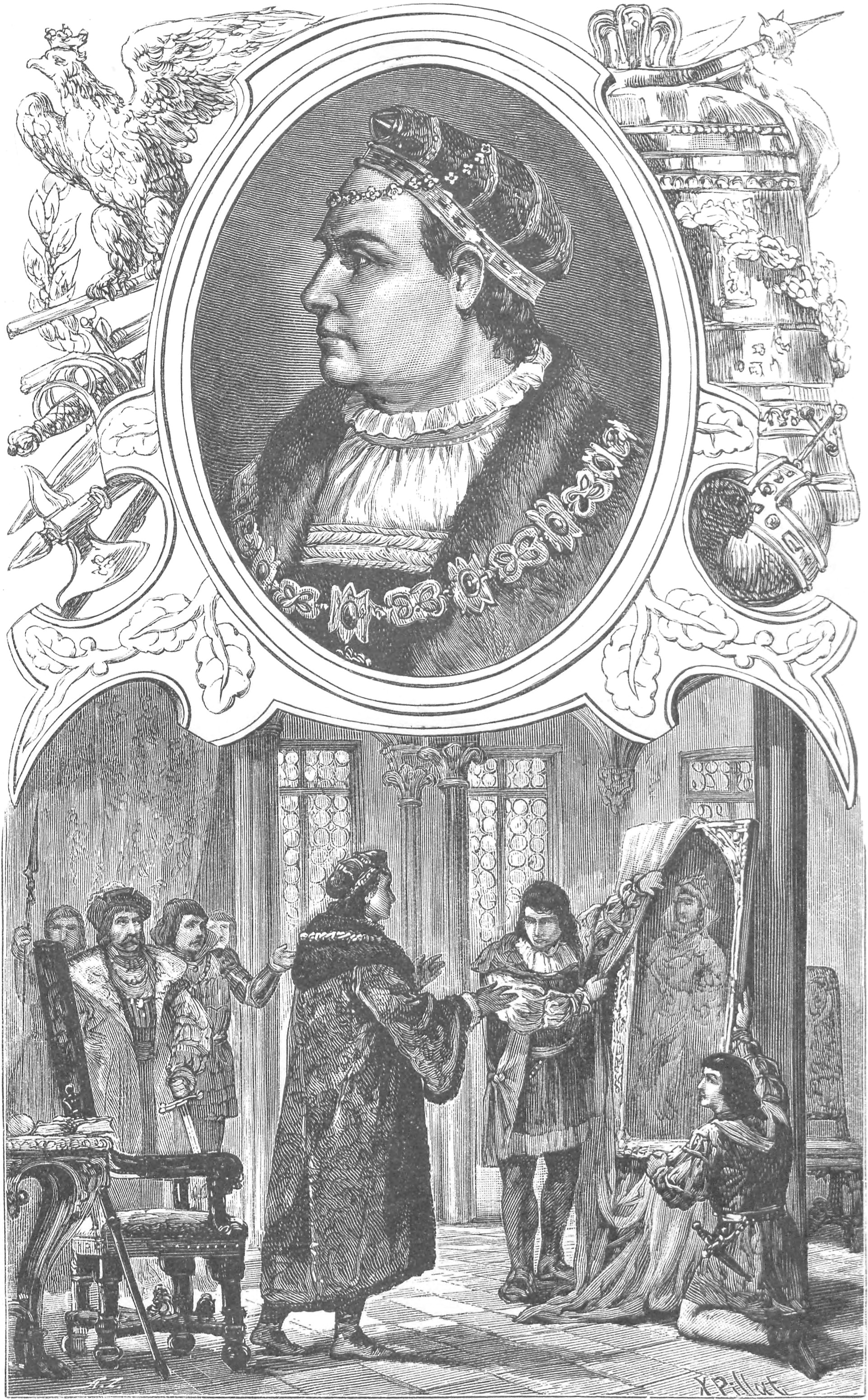
Zygmunt I Stary w cyklu Wizerunki książąt i królów polskich Ksawerego Pillatiego z 1888.

W polityce zagranicznej Zygmunt I Stary przede wszystkim przeciwstawiał się okrążeniu przez wrogów. Wielkie Księstwo Litewskie było zagrożone atakiem ze strony Wielkiego Księstwa Moskiewskiego. W wyniku nierozstrzygniętej wojny litewsko-moskiewskiej 1507–1508 utrzymano jeszcze status quo, jednak już wojna prowadzona w latach 1512-1522 doprowadziła do utraty w 1514 Smoleńska (mimo świetnego zwycięstwa polsko-litewskiego w bitwie pod Orszą w 1514), a w 1522 roku Nowogrodu Siewierskiego. Jednocześnie Wasyl III sprzymierzył się w 1514 roku przeciwko Rzeczypospolitej z cesarzem Maksymilianem I Habsburgiem, a brak akceptacji przez cesarstwo postanowień pokoju toruńskiego z 1466 umożliwiał wyłamywanie się przez wielkich mistrzów krzyżackich z lennej zależności względem Polski. Obawiano się także konsekwencji podpisanego w Moskwie przymierza z 1514 roku między wielkim księciem moskiewskim Wasylem III, a nowym wielkim mistrzem krzyżackim, Albrechtem Hohenzollernem. Z tego powodu Zygmunt Stary postanowił pójść na ustępstwa wobec Habsburgów i współdziałając z bratem, królem Czech i Węgier Władysławem II Jagiellończykiem, doprowadził do rozbicia antypolskiego sojuszu państw habsburskich i państw skandynawskich pod panowaniem dynastii oldenburskiej. Zjazd wiedeński w 1515 roku, zakończony cofnięciem przez cesarza poparcia dla Moskwy i uznaniem praw Polski do lenna Prus, rozwiązał ręce Zygmuntowi I na północy.
Konflikt z hospodarem mołdawskim Bogdanem zakończyło podpisanie 23 stycznia 1510 roku traktatu pokojowego w Kamieńcu Podolskim, mocą którego Bogdan zrezygnował ze starania się o rękę Elżbiety, a sporna sprawa Pokucia została oddana do rozstrzygnięcia Władysławowi węgierskiemu.
Niekorzystną konsekwencją zjazdu było utracenie przez Jagiellonów tronów Czech i Węgier po śmierci Ludwika II Jagiellończyka w 1526 r. Mimo tego, że Zygmunt Stary po namowach żony wysunął swoją kandydaturę do korony czeskiej i węgierskiej po Ludwiku Jagiellończyku, to król i jego posłowie działali opieszale. Dodatkowo w 1527 roku król zabronił szlachcie polskiej udzielenia pomocy węgierskiemu kandydatowi Janowi Zapolyi przeciwko Habsburgom, co stało w sprzeczności z realistyczną polityką prowadzoną przez Bonę Sforzę. W konsekwencji zachodnie Węgry i Czechy zostały przejęte przez Ferdynanda I Habsburga i we władaniu jego rodziny pozostały do 1918 roku. Zygmunt, jako prawny opiekun małoletniego Ludwika II Jagiellończyka, przyczynił się do wyboru Karola V Habsburga na cesarza rzymskiego w 1519 roku.
W wyniku wojny z zakonem krzyżackim (1519–1521) doszło w 1525 roku do podpisania traktatu krakowskiego. Zaakceptował też przejście majątków i urzędów krzyżackich spod władzy kościelnej pod świecką i przyjął hołd lenny Albrechta jako luterańskiego księcia Prus (hołd pruski 1525). Polsce traktat zapewnił prawo aneksji Prus Książęcych po wygaśnięciu męskiej linii rodu Albrechta, który nie był jeszcze żonaty.
Wojna litewsko-moskiewska (1534–1537), mimo zdobycia Staroduba (1535), nie przywróciła Wielkiemu Księstwu Litewskiemu Smoleńska. Mocą zawartego w roku 1537 pokoju Litwa zachowała zdobyty Homel. Walki trwały również z Tatarami krymskimi w latach 1510–1512, 1516, 1519, 1521, 1524, 1526–1528, 1537 (ich najazdy odpierano przy pomocy obrony potocznej i „podarków”).
Od 1530 roku zaognił się z Mołdawią konflikt o Pokucie, w trakcie którego dochodziło do wzajemnych najazdów i starć, takich jak zwycięstwa hetmana Jana Tarnowskiego pod Ścianką, Gwoźdźcem i Obertynem w 1531 roku, zakończony po kolejnych walkach w 1538 roku układem przyznającym Pokucie Królestwu Polskiemu, jednak Turcja opanowała jednocześnie Mołdawię, co pozbawiło Polskę bufora oddzielającego ją od Imperium Osmańskiego.
W relacjach z Księstwem Pomorskim, w 1513 król nie wykazał inicjatywy, w związku z propozycją księcia Bogusława X złożenia Królestwu Polskiemu hołdu lennego.

### O panowanie na Bałtyku
Nie najlepiej układały się stosunki Zygmunta Starego z Gdańskiem. Miasto to w drugiej połowie XV wieku zdobyło podstawy dobrobytu, które w wieku XVI i w pierwszej połowie XVII pozwoliły mu osiągnąć szczyt bogactwa i stać się istotnym czynnikiem w sprawach politycznych, gospodarczych, a nawet kulturalnych Rzeczypospolitej. Gdańsk stał się wyłącznym pośrednikiem polskiego handlu morskiego, ale pośrednikiem uciążliwym, co wywoływało rosnące niezadowolenie tak króla, jak i szlachty.
Gdańszczanie byli niechętni próbom prowadzenia przez Polskę samodzielnej polityki morskiej, co skutkowało poparciem udzielanym konkurującemu z Gdańskiem Elblągowi. Wobec niemożności – ze względów finansowych – realizacji projektu budowy własnej floty wojennej, Zygmunt Stary, zapewne za radą Jana Dantyszka znającego sprawy morskie, postanowił utworzyć flotę systemem kaperskim. Pierwszy królewski okręt kaperski pod dowództwem gdańszczanina Adriana Flinta rozpoczął działania na wodach Zatoki Fińskiej w roku 1517. Wkrótce flota polska powiększyła się do kilkunastu okrętów, a Flint został prawdopodobnie jej dowódcą. Obszarem jej działalności były wschodnie akweny Bałtyku.
W roku 1519, w związku z wojną z Krzyżakami, okręty kaperskie prowadziły również działania na Zatoce Gdańskiej blokując Królewiec. Z portami krzyżackimi utrzymywały kontakty głównie statki holenderskie i duńskie, one też stały się obiektami ataków floty kaperskiej. Flota ta była wspomagana przeciw Krzyżakom przez Gdańsk, który od lat rywalizował z Królewcem. Po zawarciu rozejmu w roku 1521 okręty kaperskie wróciły do zwalczania żeglugi narewskiej, przechwytując kilkanaście statków z ładunkami dla Wielkiego Księstwa Moskiewskiego. 14 września 1522 roku zawarty został rozejm polsko-moskiewski, a wkrótce potem król Zygmunt rozwiązał flotę kaperską. Okręty w większości przeszły do służby gdańskiej (były to zresztą prawie wyłącznie jednostki gdańskie), by brać udział w uciążliwej wojnie Hanzy z Danią.
Polska flota kaperska została zorganizowana doraźnie, a działalność swą prowadziła krótko. Była zbyt słaba, aby odegrać poważniejszą rolę w wojnie z Moskwą, a wynikało to z faktu, że Zygmunt Stary przywiązywał do spraw morskich znacznie mniejszą wagę, niż się na ogół przypuszcza. Dopiero pod koniec życia, pod wpływem Bony, król nie przedłużył Gdańskowi długu zastawnego na starostwo puckie. Rada Miasta Gdańska traktowała posiadanie Pucka jako jeden z elementów sprawowania władzy nad wybrzeżem. Miało to swoją tradycję i ustaliło się już w czasach krzyżackich. W Pucku rezydował urzędnik zwany „rybickim”, którego kompetencje obejmowały wszystkie sprawy wynikające z posiadania brzegu morskiego i rybołówstwa. Gdańsk, który rościł pretensje do posiadania całego wybrzeża Zatoki Gdańskiej, prawował się o starostwo puckie aż po rok 1546, ale w tym czasie król miał już w Prusach Królewskich wielu oddanych sobie ludzi, kompetentnych w sprawach morskich, a zarazem zwolenników aktywniejszej polityki wobec Gdańska.

## Zygmunt I Stary a rozwój sztuki
Zygmunt I Stary był wybitnym mecenasem sztuki. Jego zasługą jest bardzo wczesne wprowadzenie sztuki renesansowej do Polski, która (pomijając Węgry) wyprzedziła w tym względzie inne kraje europejskie. Nie będąc jeszcze królem, ufundował renesansowy nagrobek swego brata, króla Jana I Olbrachta w katedrze wawelskiej (ok. 1505). Za jego rządów między innymi przebudowano w tym samym stylu Zamek Królewski na Wawelu, na którym znajduje się największy renesansowy dziedziniec w Europie, a ufundowana przez niego Kaplica Zygmuntowska przy katedrze wawelskiej jest nazywana „perłą toskańskiego renesansu na północ od Alp”. W 1540 roku ufundował także Kapelę Rorantystów – męski zespół wokalny działający w katedrze wawelskiej jeszcze przez wiele lat po jego śmierci.

Wielka jest, Panowie a Bracia, sława tej łaskawości króla Zygmunta, nie wiem bodaj, czy nie największa na świecie. Chciał, by w wolnej Rzeczypospolitej obywatele mogli swobodnie głos podnosić, swobodnie wypowiadać swoje zdania, swobodnie wreszcie wysuwać żądania, upominać się, stawiać zarzuty. [...] Postanowił w tej Rzeczypospolitej postępować z wami nie jak z niwolnikami, lecz jak z dziećmi, nie jak z poddanymi, lecz jak z towarzyszami a przyjaciółmi, z największą życzliwością, aby zarówno on słuchał swoich, jak swoi jego.

## Potomstwo Zygmunta I Starego
| Obraz | Imię                   | Data urodzenia       | Data śmierci     | Małżeństwa                                                                  |
| ----- | ---------------------- | -------------------- | ---------------- | --------------------------------------------------------------------------- |
|       | Jan                    | 1499                 | 1538             |                                                                             |
|       | Regina                 | 1500/1501            | 1526             | Hieronim Szafraniec                                                         |
|       | Katarzyna              | 1503                 | 1548             | Jerzy II de Montfort                                                        |
|       | Jadwiga Jagiellonka    | 15 marca 1513        | 1573             | Joachim II Hektor                                                           |
|       | Anna Jagiellonka       | 1515                 | 1520             |                                                                             |
|       | Izabela Jagiellonka    | 18 stycznia 1519     | 15 września 1559 | Jan Zápolya                                                                 |
|       | Zygmunt II August      | 1 sierpnia 1520      | 7 lipca 1572     | 1. Elżbieta Habsburżanka 2. Barbara Radziwiłłówna 3. Katarzyna Habsburżanka |
|       | Zofia Jagiellonka      | 13 lipca 1522        | 1575             | Henryk II Młodszy                                                           |
|       | Anna Jagiellonka       | 18 października 1523 | 9 września 1596  | Stefan Batory                                                               |
|       | Katarzyna Jagiellonka  | 1 listopada 1526     | 1583             | Jan III Waza                                                                |
|       | Olbracht Jagiellończyk | 20 września 1527     | 20 września 1527 |                                                                             |

## Genealogia
| Władysław II Jagiełło ur. ok. 1351 zm. 1 VI 1434 | Władysław II Jagiełło ur. ok. 1351 zm. 1 VI 1434 |                                                         |                                                         | Zofia Holszańska ur. ok. 1405 zm. 21 IX 1461 | Zofia Holszańska ur. ok. 1405 zm. 21 IX 1461 |  |  | Albrecht II Habsburg ur. 16 VIII 1397 zm. 27 X 1439 | Albrecht II Habsburg ur. 16 VIII 1397 zm. 27 X 1439 |                                               |                                               | Elżbieta Luksemburska ur. 1409 zm. 1442 | Elżbieta Luksemburska ur. 1409 zm. 1442 |
|                                                  |                                                  |                                                         |                                                         |                                              |                                              |  |  |                                                     |                                                     |                                               |                                               |                                         |                                         |
|                                                  |                                                  |                                                         |                                                         |                                              |                                              |  |  |                                                     |                                                     |                                               |                                               |                                         |                                         |
|                                                  |                                                  | Kazimierz IV Jagiellończyk ur. 30 XI 1427 zm. 7 VI 1492 | Kazimierz IV Jagiellończyk ur. 30 XI 1427 zm. 7 VI 1492 |                                              |                                              |  |  |                                                     |                                                     | Elżbieta Rakuszanka ur. 1436 zm. 30 VIII 1505 | Elżbieta Rakuszanka ur. 1436 zm. 30 VIII 1505 |                                         |                                         |
|                                                  |                                                  |                                                         |                                                         |                                              |                                              |  |  |                                                     |                                                     |                                               |                                               |                                         |                                         |
|                                                  |                                                  |                                                         |                                                         |                                              |                                              |  |  |                                                     |                                                     |                                               |                                               |                                         |                                         |
|                                                  |                                                  |                                                         |                                                         |                                              |                                              |  |  |                                                     |                                                     |                                               |                                               |                                         |                                         |

| 1 Katarzyna Telniczanka ur. ok. 1480 zm. 1528 OO 1498 (związek nieformalny) | 1 Katarzyna Telniczanka ur. ok. 1480 zm. 1528 OO 1498 (związek nieformalny) | 2 Barbara Zápolya ur. 1495 zm. 2 X 1515 OO 8 II 1512 | 2 Barbara Zápolya ur. 1495 zm. 2 X 1515 OO 8 II 1512 | Zygmunt I Stary ur. 1 I 1467 zm. 1 IV 1548      | Zygmunt I Stary ur. 1 I 1467 zm. 1 IV 1548      | 3 Bona Sforza ur. 2 II 1494 zm. 19 XI 1557 OO 18 IV 1518 | 3 Bona Sforza ur. 2 II 1494 zm. 19 XI 1557 OO 18 IV 1518 |                                                    |                                                    |
|                                                                             |                                                                             |                                                      |                                                      |                                                 |                                                 |                                                          |                                                          |                                                    |                                                    |
|                                                                             |                                                                             |                                                      |                                                      |                                                 |                                                 |                                                          |                                                          |                                                    |                                                    |
|                                                                             | 1                                                                           |                                                      | 1                                                    |                                                 | 1                                               |                                                          | 2                                                        |                                                    | 2                                                  |
| Jan z Książąt Litewskich ur. 8 I 1499 zm. 18 II 1538                        | Jan z Książąt Litewskich ur. 8 I 1499 zm. 18 II 1538                        | Regina ur. 1500/1501 zm. 20 V 1526                   | Regina ur. 1500/1501 zm. 20 V 1526                   | Katarzyna ur. ok. 1503 zm. po 9 IX 1548         | Katarzyna ur. ok. 1503 zm. po 9 IX 1548         | Jadwiga Jagiellonka ur. 15 III 1513 zm. 7 II 1573        | Jadwiga Jagiellonka ur. 15 III 1513 zm. 7 II 1573        | Anna Jagiellonka ur. 1 VII 1515 zm. 8 V 1520       | Anna Jagiellonka ur. 1 VII 1515 zm. 8 V 1520       |
|                                                                             | 3                                                                           |                                                      | 3                                                    |                                                 | 3                                               |                                                          | 3                                                        |                                                    | 3                                                  |
| Izabela Jagiellonka ur. 18 I 1519 zm. 15 IX 1559                            | Izabela Jagiellonka ur. 18 I 1519 zm. 15 IX 1559                            | Zygmunt II August ur. 1 VIII 1520 zm. 7 VII 1572     | Zygmunt II August ur. 1 VIII 1520 zm. 7 VII 1572     | Zofia Jagiellonka ur. 13 VII 1522 zm. 28 V 1575 | Zofia Jagiellonka ur. 13 VII 1522 zm. 28 V 1575 | Anna Jagiellonka ur. 18 X 1523 zm. 9 IX 1596             | Anna Jagiellonka ur. 18 X 1523 zm. 9 IX 1596             | Katarzyna Jagiellonka ur. 1 XI 1526 zm. 16 IX 1583 | Katarzyna Jagiellonka ur. 1 XI 1526 zm. 16 IX 1583 |
|                                                                             | 3                                                                           |                                                      |                                                      |                                                 |                                                 |                                                          |                                                          |                                                    |                                                    |
| Olbracht Jagiellończyk ur. 20 IX 1527 zm. 20 IX 1527                        |                                                                             |                                                      |                                                      |                                                 |                                                 |                                                          |                                                          |                                                    |                                                    |

## Upamiętnienie w kulturze
- Czasom Zygmunta Starego poświęcona jest powieść historyczna z serii Dzieje Polski pt. Jaszka Orfanem zwanego żywota i spraw pamiętnik napisana w 1884 roku przez Józefa Ignacego Kraszewskiego[38] .
- Między latami 1527–1535 wzniesiono w Kozienicach pomnik upamiętniający narodziny króla Zygmunta I Starego. Na pomniku umieszczono łacińskie inskrypcje autorstwa Andrzeja Krzyckiego. Pomnik poddano renowacji w 1702 roku na polecenie starosty kozienickiego Hieronima Lubomirskiego.
- Popiersie Zygmunta Starego znajduje się na Placu Parkowym w Kleszczelach.
- W serialu historycznym Królowa Bona z 1980 r. w reżyserii Janusza Majewskiego rolę Zygmunta grał Zdzisław Kozień.
- W 1994 wyemitowano z jego wizerunkiem aż trzy polskie monety. Jedna z nich to moneta obiegowa o nominale 20 000 złotych. Dwie kolejne to monety kolekcjonerskie o nominale 200 000 zł, obie zostały wykonane ze srebra próby 750, miały średnicę 32 mm i wagę 16,5 g, rant gładki. Różnił je, oprócz podobizny króla, także nakład: jedna była w nakładzie 15 000 egzemplarzy[39], a druga 5 000 sztuk[39].
- W tym samym 1994 roku wyemitowano z jego wizerunkiem banknot o nominale 200 złotych, wprowadzony do obiegu od 1 stycznia 1995 roku.